# Didymellopsis
Didymellopsis — рід грибів родини Xanthopyreniaceae. Назва вперше опублікована 1931 року.

## Класифікація
До роду Didymellopsis відносять 8 видів:
- Didymellopsis collemata
- Didymellopsis collematum
- Didymellopsis gelidaria
- Didymellopsis latitans
- Didymellopsis nephromatis
- Didymellopsis perigena
- Didymellopsis pulposi
- Didymellopsis viridireagens